# Tommi Nikkilä
Tommi Nikkilä (* 16. Juni 1977 in der Landgemeinde Jyväskylä, Finnland) ist ein finnischer Eishockeytorwart, der zuletzt beim HK Ertis Pawlodar in der Kasachischen Eishockeymeisterschaft unter Vertrag stand.

## Karriere
Tommi Nikkilä begann seine Karriere in der Jugendabteilung der finnischen Mannschaft Pelikaanit Vaajakoski. Vor der Saison 1995/96 wechselte er in das U20-Junioren-Team des finnischen Erstligisten JYP Jyväskylä, wo er für drei Saisons spielte. 1998 unterschrieb Nikkilä einen Vertrag bei Jokipojat in der zweiten finnischen Liga. Auch dort hütete er drei Jahre das Tor, bevor er 2001 zum Ligakonkurrenten Mikkelin Jukurit wechselte.
Die Saison 2002/03 war bisher die statistisch beste Saison seiner Karriere. Nach zwei Spielzeiten bei Jukurit gelang ihm 2003 der Sprung in die erste finnische Liga. Dort unterschrieb er einen Vertrag bei JYP, welcher in den folgenden Jahren zweimal verlängert wurde. In der Saison 2005/06 bestritt er wegen einer schwerwiegenden Verletzung nur sechs Spiele. Nach Ablauf seines Vertrages wechselte er zu Tappara, wo er wiederum zwei Spielzeiten absolvierte. 2008 unterzeichnete er einen Vertrag bei den Pelicans, wo er bis 2010 unter Vertrag stand.
Im Sommer 2010 versuchte er erstmals ein Engagement im Ausland zu bekommen und wechselte zum HC Pustertal aus der Serie A1. Zur Saison 2011/12 heuerte der Finne beim dänischen Erstligisten Esbjerg IK an, bei dem Nikkilä als dritter Torwart fungierte. Im November 2011 beendete er sein Engagement in Dänemark und kehrte noch vor Jahresende 2011 zu Mikkelin Jukurit in die Mestis zurück, für den der Torhüter bereits von 2001 bis 2003 aktiv war.

## Erfolge und Auszeichnungen
- 2002 Gewinner der zweiten finnischen Liga mit Mikkelin Jukurit
- 2003 Gewinner der zweiten finnischen Liga mit Jukurit
- 2011 Sieger Coppa Italia mit dem HC Pustertal
- 2011 Vizemeister der Serie A1 mit dem HC Pustertal
- 2013 Kasachischer Vizemeister mit dem HK Beibarys Atyrau
- 2013 Bester Gegentorschnitt (1, 20) und beste Fangquote der Kasachischen Eishockeyliga
- 2014 Kasachischer Meister mit dem HK Ertis Pawlodar